# Cienie zapomnianych przodków
Cienie zapomnianych przodków (ukr. Тіні забутих предків, Tini zabutych predkiw) – liryczna powieść Mychajła Kociubynskiego, napisana pod wrażeniem pobytu autora na Huculszczyźnie. Utwór traktowany jest przez badaczy jako poetycki testament Kociubynskiego oraz ukoronowanie jego w pełni dojrzałego kunsztu pisarskiego.

## Historia powstania utworu
Do napisania utworu inspirowanego kulturą Hucułów zachęcał Kociubynskiego znany ukraiński etnograf i językoznawca Wołodymyr Hnatiuk, który od 1902 systematycznie wysyłał pisarzowi kolejne materiały naukowe dotyczące tej grupy etnograficznej. Latem 1911 Kociubynski przybył do Krzyworówni, gdzie badał miejscową faunę i florę, zwyczaje, twórczość ludową oraz gwarę Hucułów. W czasie pobytu Kociubynski sporządzał dokładne notatki z poczynionych obserwacji. Huculszczyzna zachwyciła pisarza, który w liście z Krzyworówni do Maksima Gorkiego pisał: 

Huculi to bardzo oryginalny lud, o bogatej fantazji i swoistej psychice. Hucuł, niczym poganin zamierzchłych czasów, spędza całe życie aż do śmierci na walce ze złymi duchami, zapełniającymi lasy, góry i wody. Chrystianizm wykorzystał on tylko dla upiększenia swego kultu pogańskiego. Ile tu pięknych podań, baśni, wierzeń, symboli!

Uporządkowywaniem swoich notatek Kociubynski zajął się od razu po powrocie z Krzyworówni do Czernihowa. W liście z 11 sierpnia 1911, skierowanym do Wołodymyra Hnatiuka, pisarz wyjawił, iż zbiera się do pisania utworu na podstawie zebranych materiałów. W kolejnym liście z 23 sierpnia Kociubynski pisał, iż nowy utwór jest już w trakcie pisania. Data zapisana w brudnopisie powieści świadczy o tym, że pierwsza wersja została ukończona 3 października 1911. Wytężona praca nad ostatecznym kształtem utworu trwała do 4 listopada 1911, gdy pisarz w liście do Mohylewskiego wyjawił, iż nadał swojemu utworowi ostateczny kształt.
Utwór wydrukowano po raz pierwszy w 1912, w piśmie „Literaturno-naukowyj wistnyk”.

## Opis fabuły
Zakochani w sobie Iwan i Mariczka należą do od dawna zwaśnionych huculskich rodów Palijczuków i Huteniuków. Mariczka jest poetyczną duszą, układa wiersze i wykonuje pieśni, do których Iwan akompaniuje jej na flojarze. Po śmierci ojca Iwan staje przed koniecznością zatrudnienia się w charakterze parobka na połoninie. Do rodzinnej wsi powraca po długim czasie i dowiaduje się o śmierci ukochanej, która tuż po jego wyjeździe zginęła porwana przez nurt Czeremoszu. Zrozpaczony chłopak na sześć lat znika z oczu współmieszkańców, którzy z czasem zaczynają uważać, że Iwan zmarł z żalu po śmierci dziewczyny. Ten jednak żyje, chociaż na granicy obłąkania, wędrując po lasach i żywiąc się tylko tym, co daje mu przyroda. 
W końcu po latach następuje powrót chłopaka do wsi, a następnie jego ślub z bogatą gospodynią Pałagną. Żona nie rozumie poetycznego usposobienia Iwana, zdając sobie również sprawę z tego, że mąż jej nie kocha. Kobieta ucieka się do czarów, by przywiązać do siebie męża i sprawić, aby porzucił on ulubione, samotne wędrówki. W trakcie czarodziejskiego rytuału przyłapuje ją sąsiad Jura, z którym Pałagna nawiązuje romans. Jura to w rzeczywistości molfar (czarownik) o nadprzyrodzonych zdolnościach, których nie waha się użyć, by doprowadzić do śmierci Iwana. Chociaż Iwan wie o niewierności Pałagny, jest na to zupełnie obojętny, ponieważ jedyną kobietą, którą nadal kocha, jest nieżyjąca Mariczka. W trakcie jednej z wypraw w góry Iwan nagle słyszy głos swej dawnej miłości. Podążając za nim, spotyka ukochaną pod postacią miawki. Idąc za głosem Mariczki-miawki, Iwan spada w przepaść. Następnego dnia, ledwo żywego, znajdują go pastuchowie. Iwan wkrótce umiera i zostaje pochowany zgodnie z miejscowymi huculskimi zwyczajami (z tańcami i zabawą).

## Powieść jako świadectwo folkloru huculskiego
Mychajło Kociubynski odnalazł w folklorze huculskim nie tylko postacie do swego utworu, ale także środki ich artystycznego opracowania. Powieść Kociubynskiego osnuta jest na prastarej huculskiej legendzie, w której pisarz, zdaniem współczesnej mu krytyki, „wskrzesza ducha dawnych przodków”. Wiele wątków folklorystycznych pisarz przerobił i zmodyfikował zgodnie z ideowo-estetyczną koncepcją całokształtu powieści. Zwrotne momenty akcji oparte zostały jednak na bogatym i barwnym materiale folkloru huculskiego. Do motywów mających głęboko folklorystyczny charakter zaliczyć należy zasadniczy dla konstrukcji powieści moment spotkania Iwana z miawką, tradycyjny na Huculszczyżnie kult watahy, kapłana połoniny, „wiecznego ognia” odpędzającego złe moce, epizod zabawy w „zająca” przy łożu śmierci Iwana.

## Ekranizacja
Powieść została zekranizowana w 1964, kiedy powstał uważany za arcydzieło film w języku ukraińskim "Cienie zapomnianych przodków" w reżyserii słynnego artysty Siergieja Paradżanowa; film zdobył 28 nagród na międzynarodowych festiwalach filmowych i przysporzył Paradżanowowi światowej sławy.